# Hibbertia crispula
Hibbertia crispula är en tvåhjärtbladig växtart som beskrevs av John McConnell Black. Hibbertia crispula ingår i släktet Hibbertia och familjen Dilleniaceae. Inga underarter finns listade i Catalogue of Life.